# Dakshina Kannada
Dakshina Kannada (Tulu: ದಕ್ಷಿಣ ಕನ್ನಡ) is een kustdistrict in de Indiase staat Karnataka.
Er leven zo'n 2 miljoen mensen van wie de meerderheid het Tulu spreekt, een door de Tuluva gesproken Dravidische taal. Ook het Konkani is een veel gesproken taal.
Het district ligt aan de Arabische Zee-kust en is het zuidelijkste van de drie kustdistricten van Karnataka. Het grenst tevens aan de staat Kerala. 

## Tempels
Er staan verschillende zeer oude tempels in het district:
- Mangala Devi-tempel
- Kadri Manjunatha-tempel
- Kudroli Gokarnatheshwara-tempel
- Dharmasthala Manjunatha-tempel
- Kukke Subrahmanya-tempel